# IHU Méditerranée Infection
L'institut hospitalo-universitaire en maladies infectieuses de Marseille (IHU Méditerranée Infection) ou « IHU MI » est un institut hospitalo-universitaire créé en 2011 sous la forme d'une fondation de coopération scientifique, et inauguré en mars 2018. Il est dirigé par Didier Raoult jusqu'en août 2022, puis par Pierre-Edouard Fournier.
L'institut a comme membres fondateurs l'université d'Aix-Marseille, l'AP-HM, l'Institut de recherche pour le développement (IRD), le Service de santé des armées, BioMérieux, et l'Établissement français du sang (EFS). L'Inserm et le CNRS s'en sont dissociés après une mauvaise évaluation scientifique du centre en 2018. Les anciens dirigeants de l’IHU et de l’IRD sont condamnés en 2023 pour prise illégale d’intérêts dans le cadre du financement de l'IHU par l'IRD
En 2021 et 2022, l'IHU fait l'objet de plusieurs enquêtes par l'IGAS et l'IGESR, qui relèvent de graves manquements en matière de recherche et de soin, dénoncent le management très autoritaire de Didier Raoult, et exigent une réorganisation profonde de la structure.
En 2023, une information judiciaire est en cours, portant sur les « chefs de recherche interventionnelle impliquant une personne (RIPH) non justifiée par sa prise en charge habituelle sans obtention de l’avis du comité de protection des personnes et de l’autorisation de l’ANSM, faux en écriture et usage ». Des faits relatifs à la prise en charge thérapeutique de la tuberculose et de la Covid-19, qui, selon la mission d’inspection Igas-IGESR, seraient susceptibles de constituer des faits de recherches cliniques non autorisés, font l’objet d’une analyse complémentaire en cours par le parquet de Marseille.

## Présentation

### Genèse
Lauréat des investissements d'avenir en 2011, le projet d’IHU de Marseille en maladies infectieuses (POLMIT) consistait en 2011 à concentrer sur le site de la Timone à Marseille les moyens de lutte contre les maladies infectieuses. La création de l'institut est financée grâce à la subvention la plus élevée accordée en France pour la recherche médicale : 72,3 M€ (dont 48,8 M€ consacrés à la construction du bâtiment). Le coût total est de « plus de 150 millions d'euros »,. Il est ouvert aux patients en décembre 2016,. Un nouveau bâtiment de 27 000 mètres carrés est inauguré en mars 2018,,,.

### Gouvernance de l'institut
L'IHU est administré par la fondation Méditerranée Infection, une fondation de coopération scientifique qui regroupe sept membres fondateurs, dont l'Assistance Publique – Hôpitaux de Marseille et Aix-Marseille Université, et des membres partenaires.
À sa création, l'IHU est présidé par le docteur Yolande Obadia et dirigé par le professeur Didier Raoult. Philippe Douste-Blazy, ancien ministre de la Santé est membre du conseil d’administration, ainsi que Geneviève Fioraso, ancienne ministre de la recherche. Yolande Obadia était précédemment directrice de la fondation Infectiopôle Sud présidée par Didier Raoult.
Ces derniers sont remplacés en 2022 par Emmanuelle Prada-Bordenave et Pierre-Édouard Fournier,.

#### Critiques à partir de 2015 et évolution à partir de 2023
La mission de l'IGAS regrette en 2015 que « le management de la fondation et de l’ensemble du projet est tout entier dominé par le professeur Didier Raoult qui l’exerce selon un mode vertical fondé sur l’autorité et non sur la coopération et l’inclusion et selon un mode très centralisé, sans délégation ou presque. Toutes les décisions, scientifiques et non-scientifiques, remontent en pratique au professeur Didier Raoult qui décide selon des critères qui ne sont pas transparents pour un bon nombre des interlocuteurs de la mission ».
En 2017, le rapport « no 2017-093 » missionné par le ministère de l’Enseignement supérieur et de la Recherche dénonce de nombreuses dérives. Court de 25 pages, il fait suite à une visite de l'institut entre les 9 et 13 octobre 2017. Le rapport décrit « un management autocratique », et un  « mode de gouvernance “vertical” [qui] a facilité l’expression de comportements hautement condamnables : harcèlement moral mais également sexuel, mépris des personnes, ignorance des réglementations, hostilité à l’égard des regards extérieurs, défaut de concertation avec les tutelles ». Frédérique Vidal, à l’époque ministre de l’Enseignement supérieur et de la Recherche, Yvon Berland, ami proche de Didier Raoult et président d’Aix-Marseille Université et Jean-Olivier Arnaud, directeur de l’AP-HM, étaient destinataires de ce rapport qui n'a pas été rendu public. L'année suivante, l’IHU perd ses tutelles Inserm et CNRS, pour « désaccord stratégique » et « évaluation scientifique défavorable ».
Le 18 août 2021, François Crémieux, nommé à la tête de l'AP-HM en juin 2021, et Eric Berton, président de l'Université Aix-Marseille, annoncent que Didier Raoult prendra sa retraite de professeur-praticien des hôpitaux le 31 août, et qu'ils souhaitent qu'il abandonne aussi la direction de l’IHU. Cela dans un contexte où les prises de positions de Didier Raoult sur la vaccination anti-Covid sont présentées dans la presse comme étant problématiques, et l'image de l'IHU auprès de ses partenaires comme dégradée,. Le 17 septembre 2021 le conseil d'administration met en route une procédure de recrutement, qui « aboutira à la désignation de la nouvelle directrice ou du nouveau directeur au plus tard le 30 juin 2022, pour une prise de poste au plus tard le 30 septembre 2022 »,. Le processus de remplacement est piloté par Louis Schweitzer, un membre du conseil stratégique d’Aix-Marseille Université,,.
Le comité sélectionne l'ancien doctorant de Didier Raoult et professeur de l’IHU Pierre-Édouard Fournier,, en annonçant que son projet devrait conduire « à un changement profond de l’IHU ». Cette nomination suscite la polémique, le professeur Fournier étant « un pur produit de l’IHU, qui a réalisé l’essentiel de sa carrière à l’ombre de Didier Raoult ». Il a contesté en mai 2021 aux côtés de Didier Raoult l'efficacité du vaccin contre la Covid-19 avant de signer début 2022 l’appel à la vaccination lancé par l’AP-HM ; il est secrétaire du comité d’éthique de l’IHU, très critiqué par l’Agence nationale de sécurité du médicament ; et c'est un proche d'Éric Ghigo, le médecin condamné en première instance pour agression sexuelle et de harcèlements moral et sexuel sur des collègues féminines au sein de l’IHU. Les représentants du personnels s'opposent à cette nomination,, en vain,. Au contraire, Didier Raoult s'en félicite en postant un « échec et mat » sur twitter.
Un rapport de l'IGAS et de l’Inspection générale de l’éducation, du sport et de la recherche, faisant le bilan d'une inspection lancée en novembre 2021 après les révélations de Mediapart et de L’Express sur les expérimentations médicales sauvages de l'IHU, est dévoilé dans une version préliminaire début juillet 2022, puis dans sa version finale début septembre. Les inspecteurs vont plus loin que ceux de l’ANSM en s'intéressant aussi à la gouvernance de l’IHU-MI, à sa stratégie, et aux conditions de travail. Ils relèvent de graves manquements en matière de recherche et de soins, notamment en termes de risques psychosociaux (avec la mise en place d'une « logique de soumission » des personnels à un management « tyrannique ») et de « pratiques médicales déviantes (…) de nature à relever d’une qualification pénale »,. Le rapport relativise la qualité de la production scientifique, moins bonne que celle des autres IHU. La mission relève l'histoire de la longue dérive autoritaire de Didier Raoult, décrit par certains personnels comme « parfois brutal ou colérique », qui s'est entouré de chefs de service qui lui doivent leur nomination et sont dans une posture de « grande soumission » ; le conseil d’administration de l’IHU qui ne joue pas le rôle de contre-pouvoir. Les inspecteurs demandent qu'une instruction judiciaire évalue les « comportements qui pourraient s’apparenter à du “ harcèlement” ». La protection juridique accordée à Didier Raoult a coûté 95 400 € à l’IHU.
Après la finalisation du rapport administratif en septembre 2022, les ministres de l’enseignement supérieur et de la santé annoncent avoir saisi le procureur de la République de Marseille pour des faits « susceptibles de constituer des délits ou des manquements graves à la réglementation en matière de santé ou de recherche ». Comme le lui demande l’inspection générale des affaires sociales, Pierre-Édouard Fournier, qui s'est engagé à « mettre en œuvre les recommandations des différents rapports d’inspection » suspend tous les essais cliniques en cours,. Ces restrictions sont partiellement levées en octobre 2023, mais l’ANSM garde l'IHU et l'AP-HM sous « surveillance renforcée », avec obligation de rendre des comptes chaque trimestre pendant au moins un an.
Le 14 septembre 2022, la présidente de l'IHU, Dr Yolande Obadia annonce quitter ses fonctions à la présidence mais restera membre du CA dans le collège des personnalités qualifiées,, ; elle est remplacée par Emmanuelle Prada-Bordenave, membre du conseil d’État, passée par la direction de l’agence de biomédecine et la haute autorité de santé. Philippe Douste-Blazy est remercié, et les principaux lieutenants de Didier Raoult sont mis à l'écart: il s'agit notamment de Michel Drancourt, ancien directeur adjoint, Philippe Parola qui pilotait les relations extérieures, Philippe Brouqui, chef du pôle Maladies infectieuses, et Yannis Roussel, responsable de la communication de l'IHU pendant la crise Covid. Mais des postes clés restent attribués à des promoteurs assidus de l’hydroxychloroquine, notamment la directrice adjointe Florence Fenollar ou Jean-Christophe Lagier, successeur du professeur Brouqui au pôle maladies infectieuses.
La nouvelle direction est convoquée par Sylvie Retailleau et François Braun en octobre 2022 pour rassurer quant à l'application du plan d’action censé remédier aux graves dysfonctionnements pointés par le rapport d’enquête accablant,. Les ministres avertissent alors que le financement de l'IHU par l'État sera conditionné au respect intégral du plan d’actions et de la réglementation en vigueur. François Crémieux insiste pour que Didier Raoult quitte vraiment l'IHU après le scandale d'une nouvelle étude sur l'hydroxychloroquine brièvement mise en ligne en 2023, estimant que « le professeur Raoult porte atteinte à la réputation de l'IHU ».
L'IHU est évalué en octobre 2024 par l'HCERES, qui publie un rapport très critique en mai 2025. Les rapporteurs recommandent des mesures plus radicales pour tourner la page de la période Raoult, notamment un changement de gouvernance, pour écarter les personnes ayant participé à l’ancienne équipe de direction et qui ont été impliquées dans la publication d'articles problématiques,.

## Infrastructure et organisation
Situé sur le site de la Timone, il s'étend sur 27 000 m2, dont 5 000 m2 destinés aux soins du pôle maladies infectieuses et tropicales avec près de 75 lits d’hospitalisation complète et 25 lits d’hôpital de jour,. L'IHU n'a aucune structure de réanimation,, mais peut traiter des malades dont l'état ne nécessite pas de prise en charge lourde ; l'unité comporte 75 lits,. Les patients qui ont besoin de réanimation sont transférés à l’hôpital de la Timone. Cela explique notamment pourquoi le taux de mortalité lié au Covid-19 à l'IHU Méditerranée entre janvier et juin 2020 était quatre fois plus faible que dans le reste de l'AP-HM,,.
L'IHU emploie 800 personnes dont un tiers affecté à la recherche. En 2016, l'IHU comporte quatre unités de recherche : l’URMITE (UMR 7278) dirigée par le professeur Didier Raoult, l’EPV (UMR 190), dirigée par le professeur Xavier de Lamballerie, renommée UVE en 2018, le SESSTIM (UMR 912) dirigée par le professeur Jean-Paul Moatti et l’UMR MD-3 du professeur Renaud Piarroux. En janvier 2018, l'une des UMR, l'URMITE, est scindée en deux : VITROME (Vecteurs – Infections Tropicales et Méditerranéennes) et MEPHI (Microbes Evolution Phylogeny and Infections). Il dispose d'un budget annuel de 3 millions d'euros.

### Thèmes de recherche
Les thèmes de recherche sont la lutte contre le SIDA, la tuberculose et le paludisme, ainsi que la recherche dans le domaine des maladies émergentes (infections respiratoires et infections diarrhéiques) et l'étude de la contagion de ces maladies. Une de ses missions est « une fonction d'alerte primordiale. » Selon Didier Raoult, le « laboratoire surveille déjà 80 % des microbes isolés par les acteurs de la santé dans la région Paca, soit près de 100.000 bactéries par an ».
L'institut fait beaucoup parler de lui, notamment par la voix de Didier Raoult, lors de la controverse sur le traitement de la maladie à coronavirus 2019 par l'hydroxychloroquine.

#### Le projet Vitrome
VITROME est une Unité mixte de recherche (UMR) « créée en janvier 2018 sous les labels d'Aix-Marseille Université (AMU), l'Institut de recherche pour le développement (IRD), le Service de santé des Armées (SSA), et un partenariat avec l’Assistance publique–Hôpitaux de Marseille (AP-HM). Avec 5 équipes situées dans l'IHU Méditerranée Infection à Marseille, France, 1 équipe au Sénégal, 1 en Algérie (Laboratoire mixte international Remédier) et des équipes partenaires au sud ».

#### Le projet MEPHI
Le projet MEPHI étudie les microbes, leur évolution, leur phylogénie et les infections.
L'IHU a établi des relations avec les réseaux Remédier (Recherche méditerranéenne dans les infections émergentes et réémergentes) et Girafe (Groupement international de recherche en Afrique sur l'émergence), « qui appuient les transferts de technologies anti-infectieuses issues de la recherche française ».

## Controverses

### Affaires de harcèlement et d’agressions sexuelles
En avril 2017, 12 personnes de l’unité de recherche médicale sur les maladies infectieuses (Urmite) dirigée par le professeur Didier Raoult dénoncent auprès des tutelles de l'Urmite (Université d'Aix-Marseille, CNRS, IRD et Inserm) « les conditions dégradées de travail des agents et étudiants, des manquements aux règles éthiques, des problèmes de matériels, d’hygiène et de sécurité et des comportements inappropriés de certains membres du personnel et directeurs de recherche »,. Les CHSCT réunis en juillet rendent un rapport très sévère,.
Quatre plaintes pour harcèlement ou agression sexuels sont déposées à l'encontre de chercheurs ou d'enseignants de l'Urmite,. Une procédure disciplinaire est engagée vainement contre Didier Raoult par les deux ministres de l'époque, Agnès Buzyn à la Santé et Frédérique Vidal à la Recherche, qui lui reprochent de ne pas avoir alerté le procureur de la République des faits de harcèlement sexuel, son « management brutal », et l'existence d'une « réelle souffrance » dans son service.
Pour Didier Raoult, qui a ignoré les signalements, il s'agit d' « une histoire d’amour qui a mal tourné »,, mais un chercheur de l’Urmite est révoqué de la fonction publique par la commission disciplinaire du CNRS,,,. Cette décision de révocation est suspendue dans un premier temps en référé par le tribunal administratif, mais le conseil d'État maintient la révocation, et un recours sur le fond est toujours pendant devant le tribunal administratif,,,.
Le chercheur concerné, Éric Ghigo, devient membre d’une start-up hébergée à l'IHU. En mars 2020, le conseil de laboratoire de l'unité de recherche Vitrome discute sa demande de réintégration en tant que chercheur associé ; il l' « approuve » selon une première version du compte rendu et l'« enregistre » selon la version corrigée. Après avoir consulté la direction d'AMU, le directeur de l'Unité annonce finalement qu'il refusera. En 2021, l'affaire est jugée devant le tribunal correctionnel de Marseille. L’université Aix-Marseille figure parmi les parties civiles,,,. Il est condamné le 4 juillet 2022 pour harcèlement sexuel et agression sexuelle à 11 000 € de dommages et intérêts, 18 mois de prison dont un an assorti de sursis probatoire avec obligation de soins, de travail et de formation, et inscription sur le fichier des auteurs d’infractions sexuelles. Il fait appel.
En juin 2023, Hervé T., un cadre de l'IHU proche de Didier Raoult, responsable au sein de l’hôpital de jour de l’accueil des patients vivant avec le VIH ou des hépatites, est mis à pied pour des “comportements inappropriés” envers des patients, des faits dénoncés au parquet dès 2020, et qualifiés d'agressions sexuelles dans une enquête interne lancée par l’actuel directeur général François Crémieux; une enquête préliminaire est ouverte,.

### Qualité des recherches menées à l'IHU
À la suite de l'évaluation « pas très bonne » par l'HCERES des unités VITROME et MEPHI en 2017,, (« volume de publications plutôt que leur qualité », « manque d'expertise dans des domaines clefs », « compilation de nouvelles bactéries […] sans réel bénéfice scientifique », et revue New Microbes and New Infections citée comme une tentative désespérée servant à « publier des articles refusés par les autres revues »), le CNRS et l'Inserm se retirent de l'institut,,,,,,. Publier dans ce journal médiocre contrôlé par les chercheurs de l'institut est stratégique: un système national de calcul appelé Sigaps conditionne une partie du financement des CHU au nombre d'articles publiés, quelle que soit leur qualité,. En 2017 par exemple, l'IHU a publié un article dans New Microbes and New Infections tous les cinq jours en moyenne, ce qui a rapporté 800 000 € à l’institution.

### Conflits d'intérêt
Après la défection du CNRS et de l'INSERM consécutive à la mauvaise évaluation de l'institut, le président de l'IRD Jean-Paul Moatti renouvelle en 2017 son soutien à l'IHU, en signant une convention avec sa propre épouse Yolande Obadia, qui est présidente de la fondation de l’IHU, et sans consultation du service des affaires juridiques de l’IRD. Après enquête, l'agence française anti-corruption estime que « le PDG aurait dû se déporter et faire approuver cette convention par le conseil d’administration », et que le million d'euros versé depuis 2017 pour l'accueil de 5 chercheurs IRD est « disproportionné ». Les bureaux de l'IHU et de l'IRD à Marseille sont perquisitionnés le 14 juin 2021, dans le cadre d'une enquête sur ces flux d'argent,. La nouvelle PDG de l’IRD, Valérie Verdier, envisage de se désengager de l'IHU. Une procédure de plaider-coupable est déclenchée; les sanctions proposées par la justice sont attendues pour le 5 juillet 2023.
En 2023, l'ex-présidente de l'IHU Yolande Obadia et son ancien compagnon, Jean-Paul Moatti, ex-PDG de l'institut de recherche pour le développement, reconnaissent leur faute à l'occasion d'une comparution pour reconnaissance préalable de culpabilité, et sont condamnés à des amendes pour prise illégale d'intérêts à 10 000 € et 20 000 € respectivement. Jean-Paul Moatti est condamné plus sévèrement à cause de manquements à la probité dans la gestion des notes de frais du dirigeant relevés par l’agence française anti-corruption : il avait fait financer par l'IRD des voyages privés en Corse.

### Essais cliniques illégaux
L'Express évoque en juillet 2021 de nombreuses autres études de l'IHU avant l'épidémie de Covid-19, qui se seraient affranchies des règles légales, notamment des essais cliniques sur des sans-abri dont le consentement n'aurait pas été recueilli. L'Express estime en octobre 2021 à plusieurs centaines le nombre d'articles de l'IHU qui bafouent l'éthique scientifique. Plusieurs centaines d'entre elles, dont 238 signées par Didier Raoult, sont associées au même numéro d'autorisation de l'ANSM (l’absence d’autorisation peut faire l’objet de poursuites pénales) ; la plupart sont très courtes et portent sur un tout petit nombre de patients ; certaines sont auto-plagiées jusqu'à 75 %.
Une étude publiée en 2023 dans la revue Research Integrity and Peer Review (en) par un collectif de chercheurs dénombre 456 publications scientifiques comportant de possibles manquements méthodologiques, éthiques ou légaux. Selon cette analyse, 248 études publiées par l'IHU ont été menées avec le même numéro d'approbation éthique, alors que les sujets étaient différents. Trente-neuf des manuscrits examinés ne contenaient aucunee référence à un numéro d'approbation éthique alors qu'ils décrivaient des recherches sur des êtres humains. Cent quatre-vingts des articles ont été publiés dans le journal New Microbes and New Infections, dont beaucoup d'éditeurs sont membres de l'IHU,. Les auteurs ont alerté les éditeurs de ces journaux, mais PLOS est le seul éditeur à avoir donné suite, en publiant une expression of concern pour 49 articles publiés par l'IHU, dont 12 signalés pour des problèmes d'approbation éthique.
Des études sur des traitements de la tuberculose auraient aussi été menées à l'IHU depuis 2017 selon des protocoles explicitement non autorisés par l'ANSM, utilisant un antibiotique, la sulfadiazine, connu pour entraîner de graves complications rénales. Un médecin explique anonymement que « deux patients [ont fini] en urgence au bloc opératoire pour des complications rénales qu’on aurait pu éviter. Ils sont roumains et ne porteront jamais plainte. Ils ne se doutent même pas qu’ils ont été utilisés pour des essais interdits »,,. L'AP-HM diligente une enquête en interne,, qui confirme les informations de Mediapart. L’ANSM saisit la justice,. Didier Raoult estime que cette polémique est une « tempête dans un verre d’eau » et défend l'utilisation d'un traitement « compassionnel » pour des patients résistants aux traitements classiques, ou adapté à « l’histoire clinique et [au] statut social » des patients,.
En avril 2022, après une procédure d’échanges contradictoires, l'ANSM rend ses conclusions publiques et saisit pour la seconde fois la procureure de la République de Marseille au titre de l’article 40 du code de procédure pénale. Certains faits seraient « pénalement répréhensibles », notamment la mise en œuvre de recherches médicales en l’absence d’autorisation d’un comité de protection des personnes et la falsification par l’IHU d’un avis du comité d’éthique de l’institut. Au sujet des tuberculoses soignées à l’IHU, l'ANSM constate et déplore « l’utilisation [en 2019] de combinaisons d’antibiotiques différentes des recommandations internationales et potentiellement dangereuses pour les patients » avec comme conséquence des effets indésirables graves et fréquents, et élargit ses investigations sur la période 2016-2021,,,,,.
En avril 2022, l’Agence nationale de sécurité du médicament et des produits de santé (ANSM) annonce qu’elle saisit pour la seconde fois le procureur de la République de Marseille, au titre de l’article 40 du code de procédure pénale. L'ANSM dénonce de « graves manquements éthiques » et « la gravité des manquements constatés ». Il y a eu selon elle de « graves manquements » et des procédures « non conformes à la réglementation des recherches impliquant la personne humaine (RIPH), notamment sur le plan éthique » au sein de l’IHU Méditerranée Infection,.
En septembre 2022, les ministres de la santé et de la recherche saisissent le procureur de la République de Marseille à la suite de la publication d’un rapport administratif de l’inspection générale des affaires sociales (IGAS) et de l'inspection générale de l’enseignement supérieur et la recherche (IGESR) qui décrivent des « dysfonctionnements graves de l’IHU ». Cinq faits pourraient « relever d’une qualification pénale », concernant notamment des protocoles de prescriptions médicales non conformes sur la tuberculose ou des manquements éthiques (entorses aux règles sur le consentement des personnes, études réalisées sans l'avis d’un comité de protection des personnes). Une information judiciaire est ouverte par le parquet de marseille le 5 septembre 2022, à la suite d’une saisie par l’ANSM, portant sur les « chefs de recherche interventionnelle impliquant une personne (RIPH) non justifiée par sa prise en charge habituelle sans obtention de l’avis du comité de protection des personnes et de l’autorisation de l’ANSM, faux en écriture et usage », et l'IHU est perquisitionné en mai l'année suivante.
L'ANSM met en œuvre le 13 juin 2022 une série de sanctions sévères, notamment la suspension d'une étude qui n'avait pas obtenu l'autorisation d'un Comité de protection de personnes, dans laquelle l'IHU demandait à ses propres étudiants d'effectuer des auto-prélèvements vaginaux et rectaux, et en demandant la rétractation des articles correspondants. L'ANSM impose à l'IHU de justifier, avant de commencer toute nouvelle recherche impliquant des êtres humains, qu'il a obtenu les autorisations nécessaires, et exige un bilan intégral des recherches en cours et publiées les cinq dernières années,.
Une étude finalisée en janvier 2023, et à paraitre dans le journal Research Integrity and Peer Review, compte 248 études de l'IHU publiées sous une même référence d’un comité d’éthique, pour des sujets, des types d’échantillons et pays différents, alors que chaque étude doit avoir son propre numéro.

### L'IHU pendant la pandémie de Covid-19
Pendant la pandémie de Covid-19, l'IHU se distingue en utilisant ses capacités techniques pour développer le dépistage de masse, mais aussi en promouvant, notamment par la voix de Didier Raoult, un traitement qui n'a pas fait ses preuves, selon des modalités de prise en charge qui pourraient relever, selon l'IGAS et l'IGESR, d’une « qualification pénale ».

#### Harcèlement sur les réseaux sociaux et poursuites
Le 14 avril 2020, sur twitter, l'IHU menace de poursuites judiciaires le docteur Damien Barraud, médecin réanimateur du Centre hospitalier régional de Metz-Thionville, et vif opposant à ce qu'il appelle la « médecine spectacle » pratiquée par le Pr Raoult. L'IHU l'accuse d'être derrière le compte Twitter « @fluidloading HydroxyChloroQueen », qui critique vivement, et de façon quasi-quotidienne, l'institut et son directeur. Damien Barraud reconnait être le propriétaire de ce compte, et dénonce une tentative d'intimidation,,. Finalement, début novembre, le compte du Dr Damien Barraud alias Fluidloading est suspendu par Twitter France.
En mars 2021, la spécialiste d'intégrité scientifique Elisabeth Bik signale de nombreux problèmes concernant des articles de l'IHU,,. En réponse, Didier Raoult explique être « traqué » par cette « fille », qu'il qualifie de « cinglée » devant le Sénat français le 15 septembre 2020. Un autre professeur de l'IHU, Éric Chabrière publie des données personnelles de la chercheuse néerlandaise sur les réseaux sociaux,,. Les professeurs Raoult et Chabrière portent plainte le 29 avril 2021 contre elle pour « harcèlement, tentative de chantage et d’extorsion »,. Le 5 mai 2021, l’association citoyenne Citizen4Science, constituée de scientifiques et de citoyens, dénonce le harcèlement subi par Elisabeth Bik et d'autres porteurs de l’intégrité scientifique de la part des chercheurs de l’IHU Marseille dans un communiqué de presse et interpelle les autorités pour action,. Ce communiqué ouvert aux soutiens extérieurs recueille plus de cinq mille signatures de scientifiques, citoyens et médias à travers le monde,,. Il est porté à l'attention directe du gouvernement par le sénateur Bernard Jomier,. Le 18 mai 2021; Elisabeth Bik reçoit également le soutien de dizaines de sociétés savantes et de milliers de scientifiques,, avec une lettre ouverte de Lonni Besançon, co-écrite avec 10 chercheurs. Elisabeth Bik reçoit par la suite le soutien du CNRS et de son comité d'éthique qui condamnent cette stratégie d'intimidation. Le 10 juin 2021, Libération confirme le dépôt d'une plainte contre Elisabeth Bik auprès du procureur de la République de Marseille en date du 29 avril 2021 pour « harcèlement moral aggravé », « tentative de chantage », « tentative d’extorsion », mais elle affirme au journal ne pas avoir été contactée par la justice à ce jour.
Didier Raoult attaque pour diffamation Alexander Samuel, docteur en biologie moléculaire et féru de lutte contre la désinformation. En octobre 2023, à l'occasion d'une audience, l'IHU annonce se désolidariser de Didier Raoult, ce qui implique que les futurs frais judiciaires de M. Raoult ne seront plus assumés par l’IHU dans le cadre de la protection des fonctionnaires. Didier Raoult est impliqué dans une dizaine de procédures similaires. Selon l'IGAS, le coût de la prise en charge des frais de M. Raoult par l’Institut marseillais s’élevait, fin 2021, à 95 400 €.

##### Éric Chabrière
Plusieurs autres médecins opposés à Didier Raoult témoignent du harcèlement dont ils sont victimes sur les réseaux sociaux. Éric Chabrière, surnommé « shérif de l’institut hospitalo-universitaire » et décrit dans Le Monde comme le « porte-flingue attitré de l’institut », publie et relaie sur Twitter des dizaines de messages par jour, dans lesquels, selon ses mots il prend « plaisir à ridiculiser » ceux qui s'opposent à l'IHU. Il multiplie en effet les messages insultants, dont plus de 250 à Elisabeth Bik. La fille et le gendre de Didier Raoult le poursuivent en justice pour diffamation et injure,,, mais il est relaxé.
L'AP-HM l'écarte à compter du 31 août 2021, ce qui ne l’empêche pas en tant que professeur d'université de continuer à travailler pour l’IHU.

#### Entorses aux règles sur les recherches impliquant des êtres humains
Des travaux publiés par les équipes de l'IHU sur le traitement de la Covid-19 sont suspectés de relever de la recherche impliquant la personne humaine, sans pour autant avoir reçu l'aval obligatoire d'un comité de protection des personnes. Le sujet est débattu par plusieurs chercheurs avant d'être portée par les médias. Le 26 mai 2020, le quotidien Libération révèle qu'une demande d'autorisation pour une étude a bien été sollicitée, mais annulée par l'IHU Méditerranée Infection, quelques jours avant la publication d'une étude analogue,. L'enquête précise que l'examen de la demande, finalisée, s'est révélée négative. Quelques jours plus tard, Le Canard Enchaîné révèle à son tour qu'une instruction judiciaire est en cours sur ce dossier. L'Agence nationale de sécurité du médicament, qui a diligenté sa propre enquête, confie la suite des investigations au Conseil national de l'Ordre des médecins, qui n'avait pas encore rendu son verdict en juillet 2021.
En juillet 2021, L'Express dénonce de possibles entorses aux règles sur les recherches impliquant des êtres humains dans des études menées à l'IHU par le professeur Raoult. Selon le magazine, l'étude sur l'hydroxychloroquine publiée le 20 mars 2020 n'aurait pas suivi le protocole autorisé, et celle du 11 avril 2020 serait une étude interventionnelle menée sans autorisation. L'ANSM réagit en annonçant qu’elle « prendra des mesures sanitaires pour garantir la sécurité des participants et, le cas échéant, saisira de nouveau la justice »,.

#### Promotion de l'hydroxychloroquine et facturation en hospitalisation de jour
D'après Libération, lors de la pandémie de Covid-19 en 2020, l'Assistance publique - Hôpitaux de Marseille a facturé des patients de l'IHU en hospitalisation de jour afin qu'il puisse utiliser l'hydroxychloroquine, le décret du 23 mars 2020 n'autorisant l'hydroxychloroquine que pour les patients hospitalisés. Selon France Info, l'hospitalisation de jour est un forfait de 1 264 euros, alors que la facturation à l'acte réalisée pendant des consultations dites « externes » est estimée à environ 200 à 300 euros par un ancien médecin contrôleur de la Sécu, qui comptabilise une consultation de spécialité, un électrocardiogramme et un prélèvement de laboratoire. L'IHU explique que c'est l'AP-HM qui a reçu les montants facturés au titre de ces soins[réf. souhaitée].
Un rapport d'inspection de l'IGAS et de l'IGESR dénonce en 2022 le coût de cette hospitalisation de jour, s’interroge sur une éventuelle « fraude » à l'assurance maladie et encourage l’Agence régionale de santé à réaliser un contrôle. Aux médecins de l'IHU qui cherchaient à identifier des contre-indications pour éviter de prescrire l’hydroxychloroquine dont la prescription en dehors de ses indications est interdite par décret, le chef de service Matthieu Million a ordonné de cesser les traitements contre l’hypertension artérielle au profit de l’hydroxychloroquine. La mission relève aussi qu'en mai 2022, des traitements efficaces contre la Covid-19 ne sont toujours pas administrés à l’IHU, en raison d’interactions possibles avec l’hydroxychloroquine. Pour les inspecteurs, le protocole Covid de l’IHU peut lui aussi « revêtir une qualification pénale ». Ce rapport de l'IGAS montre aussi que l'IHU a prescrit de l'hydroxychloroquine à de très nombreuses femmes enceintes (au moins 139, d'après une gynécologue de l'institut), en prévention du Covid, alors que des alertes sur la toxicité de cette molécule pour le fœtus existaient dès 2019.
Au printemps 2023, une nouvelle étude censée démontrer le bénéfice du « protocole Raoult » associant hydroxychloroquine et azithromycine est vivement critiquée plour sa faiblesse méthodologique mais aussi son statut réglementaire et éthique: de nombreuses sociétés savantes et des personnalités estiment dans une tribune que cette étude, qualifiée de « plus grand essai thérapeutique “sauvage” connu à ce jour », « constitue une déviance scientifique doublée d’un scandale en raison de l’inaction des autorités »,. La justice est saisie, et une procédure disciplinaire lancée par le ministère en décembre 2023 contre trois les auteurs, les Pr Matthieu Million, Philippe Parola et Philippe Brouqui.

#### Cluster de Covid-19 au sein de l'IHU au printemps 2021
Selon plusieurs témoignages, les règles sanitaires imposées n'étaient pas respectées dans l'IHU, et un cluster de covid-19 aurait été détecté entre la mi-mars et début avril 2021 au sein de l'IHU, et un technicien aurait été placé temporairement en réanimation dans un état grave. L'IHU aurait cherché à étouffer l'affaire. Contacté par 20 Minutes, l’entourage de Didier Raoult s’inscrit en faux : « si on prend comme définition d’un cluster une contamination de plusieurs personnes par un même génome au même endroit au même moment, alors il n’y a pas eu de cluster au sein de l’IHU »,.

#### Congrès antivax en 2022
Un congrès intitulé « Covid-19, premier bilan des connaissances et controverses scientifiques », rassemblant des personnalités du mouvement antivax sélectionnées par Laurent Mucchielli (Robert Malone, Pierre Kory, Laurent Toubiana, Louis Fouché), est prévu en mars 2022,. Cinq des six membres fondateurs de l'IHU (AMU, l'AP-HM, l’IRD, l’EFS et le service de santé des armées) s'y opposent,,, en vain,.

### Documents
- Philippe Bézagu, Marie-Odile Ott, Louis-Charles Viossat et Pierre Lesteven, « L'Institut hospitalo-universitaire de Marseille en maladies infectieuses - diagnostic et propositions », sur IGAS, février 2015
- « Inspection à l’IHU-Méditerranée Infection et à l’AP-HM : l’ANSM saisit à nouveau la justice et engage des poursuites administratives - ANSM », sur ansm.sante.fr, 27 avril 2022 (consulté le 29 avril 2022), « Rapport préliminaire d’inspection FMI/IHU – AP-HM » [PDF], sur ansm.sante.fr, 27 avril 2022
- IGAS, « Contrôle de l’IHU Méditerranée infection », sur igas.gouv.fr, 2022
- (en) Fabrice Frank, Nans Florens, Gideon Meyerowitz-katz, Jérôme Barriere, Éric Billy, Véronique Saada, Alexander Samuel, Jacques Robert et Lonni Besançon, « Raising concerns on questionable ethics approvals – a case study of 456 trials from the Institut Hospitalo-Universitaire Méditerranée Infection », Research Integrity and Peer Review (en), vol. 8, no 1,‎ 3 août 2023 (ISSN 2058-8615, PMID 37533089, PMCID PMC10398994, DOI 10.1186/s41073-023-00134-4, lire en ligne, consulté le 14 août 2023)« IHU de Marseille : des manquements éthiques possibles dans 456 essais cliniques », sur L'Express, 4 août 2023 (consulté le 14 août 2023)Christian Lehmann, « Covid : ces publications scientifiques problématiques de l’IHU de Marseille », sur Libération, 7 août 2023 (consulté le 14 août 2023)
- HCERES, « Rapport d'évaluation de l'IHU Méditerranée Infection », sur hceres.fr, 21 mai 2025